# Гилкрист (тауншип, Миннесота)
Гилкрист (англ. Gilchrist) — тауншип в округе Поп, Миннесота, США. На 2000 год его население составило 239 человек.

## География
По данным Бюро переписи населения США площадь тауншипа составляет 92 км², из которых 83 км² занимает суша, a 9 км² — вода.

## Демография
По данным переписи населения 2000 года здесь находились 239 человек, 99 домохозяйств и 73 семьи.  Плотность населения —  2,9 чел./км².  На территории тауншипа расположено 269 построек со средней плотностью 3,2 построек на один квадратный километр. Расовый состав населения: 100,00 % белых.
Из 99 домохозяйств в 25,3 % воспитывались дети до 18 лет, в 70,7 % проживали супружеские пары, в 1,0 % проживали незамужние женщины и в 25,3 % домохозяйств проживали несемейные люди. 23,2 % домохозяйств состояли из одного человека, при том 9,1 % из — одиноких пожилых людей старше 65 лет. Средний размер домохозяйства — 2,41, а семьи — 2,85 человека.
24,7 % населения — младше 18 лет, 3,3 % — в возрасте от 18 до 24 лет, 24,3 % — от 25 до 44, 24,3 % — от 45 до 64, и 23,4 % — старше 65 лет. Средний возраст — 44 года. На каждые 100 женщин приходилось 102,5 мужчин.  На каждые 100 женщин старше 18 приходилось 114,3 мужчин.
Средний годовой доход домохозяйства составлял 38 125 долларов, а средний годовой доход семьи —  51 429 долларов. Средний доход мужчин —  32 188  долларов, в то время как у женщин — 26 458. Доход на душу населения составил 17 520 долларов. За чертой бедности находились 6,3 % семей и 7,2 % всего населения тауншипа, из которых 13,2 % старше 65 лет.